# Joan Chen

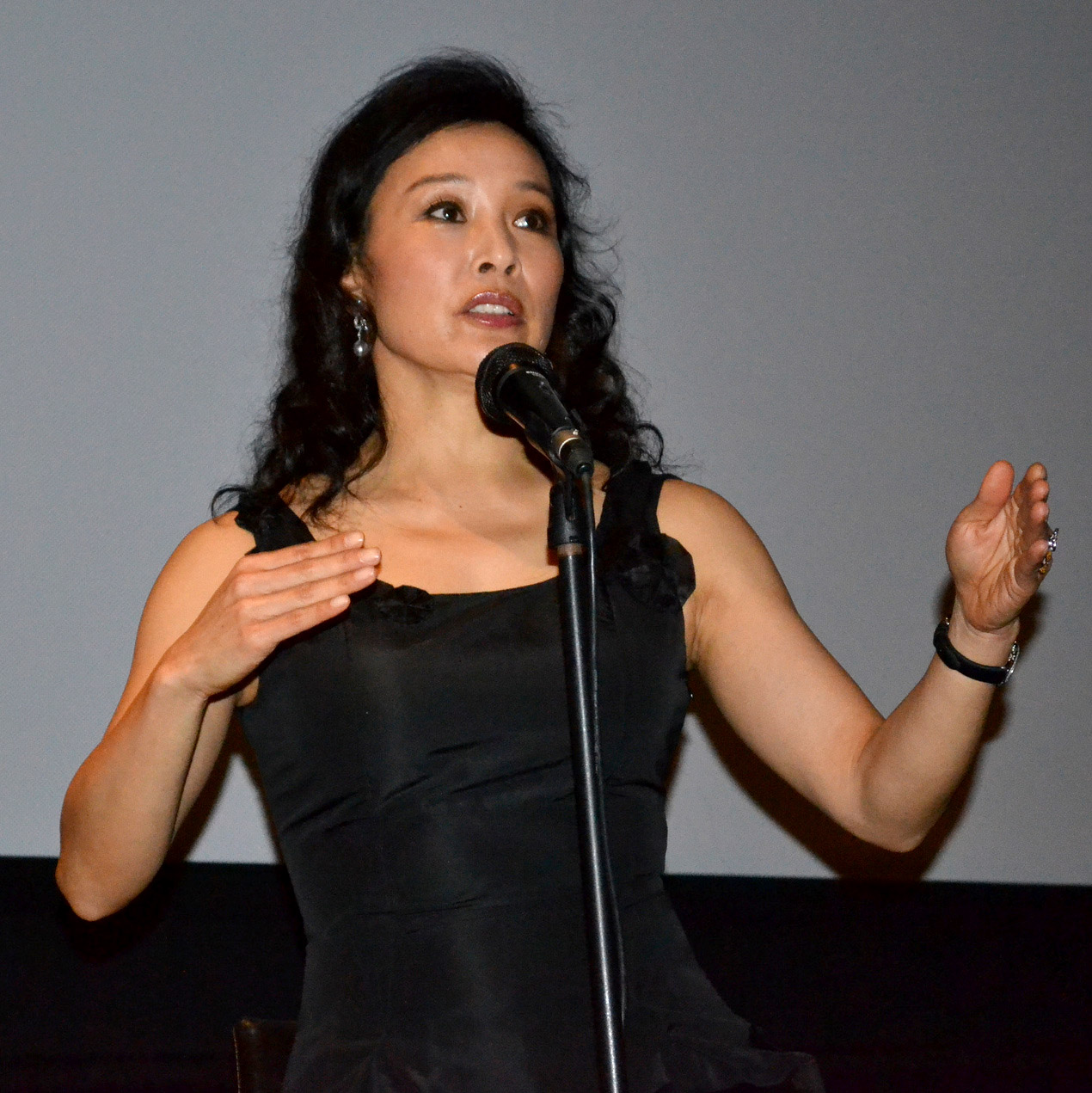
Joan Chen (2012)

Joan Chen (chinesisch 陳沖 / 陈冲, Pinyin Chén Chōng; * 26. April 1961 in Shanghai, Volksrepublik China) ist eine chinesisch-US-amerikanische Schauspielerin und Regisseurin.

## Leben
Sie wurde in Shanghai als Tochter eines Arzt-Ehepaares geboren und an der dortigen Filmakademie und am Fremdspracheninstitut ausgebildet. Im Alter von sieben Jahren wurden sie und ihr älterer Bruder staatlicherseits für einige Jahre von ihren Eltern getrennt. Mit vierzehn Jahren spielte sie ihre erste Filmrolle. Im Alter von achtzehn Jahren war sie eine der beliebtesten chinesischen Schauspielerinnen und gewann einen Preis als beste Schauspielerin für ihre Rolle in dem Film Xiao hua (dt. Die kleine Blume). 1981 folgte sie ihren Eltern in die Vereinigten Staaten nach New York City, wo diese in einem Krankenhaus arbeiteten, und studierte zunächst Pre-med (Studiengang, der auf das anschließende Medizinstudium vorbereitet) an der New York University. Sie entschied sich dann, nicht Medizin zu studieren, und studierte stattdessen zunächst Schauspiel an der State University of New York in New Paltz, dann Theater- und Filmregie an der California State University, Northridge.
Nach einigen kleinen Rollen in Film und Fernsehen spielte sie 1986 ihre erste große Hollywood-Rolle in Tai-Pan, der Verfilmung des gleichnamigen Romans von James Clavell. Der Film war nicht erfolgreich, verhalf ihr aber 1987 zur weiblichen Hauptrolle, der Kaiserin Wan Jung, in Bernardo Bertoluccis Film Der letzte Kaiser (Originaltitel: The Last Emperor). 1990–1991 spielte sie in David Lynchs Fernsehserie Twin Peaks die Rolle der verwitweten Sägewerksbesitzerin Josie Packard.
Diese Rollen stellen den bisherigen Höhepunkt ihrer Karriere dar. Seither trat sie dennoch kontinuierlich sowohl in chinesischen als auch in Hollywood-Produktionen auf, oft auch als Femme fatale besetzt. 1998 führte sie Regie bei dem in chinesischer Sprache in China gedrehten Film Tian yu (天浴,  tiān yù; engl. Titel: Xiu Xiu: The Sent Down Girl), der mehrere Preise kleinerer Filmfestivals gewann. 2000 führte sie erneut Regie, dieses Mal bei dem amerikanischen Film Es begann im September (Originaltitel: Autumn in New York) mit Richard Gere und Winona Ryder.
2020 veröffentlichte Chen den Dokumentarfilm The Iron Hammer über die Volleyballspielerin Lang Ping.
Joan Chen ist seit 1989 US-Staatsbürgerin. Seit 1992 ist sie in zweiter Ehe mit dem Arzt Peter Hui verheiratet, mit dem sie zwei Töchter (geboren 1998 und 2002) hat. Sie lebt heute in San Francisco.

## Filmografie (Auswahl)
- 1984: Mike Hammer (Mickey Spillane’s Mike Hammer, Fernsehserie, Folgen 1x01–1x02)
- 1984: Knight Rider (Fernsehserie, Folge 3x01)
- 1985: Miami Vice (Fernsehserie, Folgen 1x13-1x14)
- 1986: Tai-Pan
- 1987: Der letzte Kaiser (The Last Emperor)
- 1989: Die Jugger – Kampf der Besten (The Blood of Heroes)
- 1990: Das Geheimnis von Twin Peaks (Pilotfilm)
- 1990–1991: Twin Peaks (Fernsehserie, 17 Folgen)
- 1991: Wedlock
- 1992: Twin Peaks – Der Film (Twin Peaks: Fire Walk with Me)
- 1992: Überleben in Malaysia (Turtle Beach)
- 1993: Zwischen Himmel und Hölle (Heaven & Earth)
- 1993: Verführung hinter Klostermauern (You Seng)
- 1993: Geschichten aus der Gruft (Tales from the Crypt, Fernsehserie, Folge 5x04)
- 1994: Rote Rose weiße Rose (Hong mei gui bai mei gui)
- 1994: Auf brennendem Eis (On Deadly Ground)
- 1994: Golden Gate
- 1995: Wild Side
- 1995: Judge Dredd
- 1995: The Hunted – Der Gejagte (The Hunted)
- 1996: Space Defender (Precious Find)
- 1998: Outer Limits – Die unbekannte Dimension (The Outer Limits, Fernsehserie, Folge 4x24)
- 1999: Purple Storm – Ein tödlicher Auftrag (Zi yu feng bao)
- 2000: What’s Cooking?
- 2004: Cyber Wars
- 2004: Saving Face
- 2004: Jasmine Flower (Mo li hua kai)
- 2005: Sunflower (Xiang ri kui)
- 2007: The Sun Also Rises (Tai yang zhao chang sheng qi)
- 2007: Gefahr und Begierde (Se, jie)
- 2007: The Home Song Stories
- 2008: 24 City (Er shi si cheng ji)
- 2008: All God’s Children Can Dance
- 2009: Maos letzter Tänzer (Mao’s Last Dancer)
- 2010: Love In Disguise (Lian ai tong gao)
- 2010: Color Me Love (Ai chu se)
- 2011: Fringe – Grenzfälle des FBI (Fringe, Fernsehserie, Folge 3x13)
- 2011: 1911 Revolution (Xīnhài Gémìng)
- 2012: Hemingway & Gellhorn (Fernsehfilm)
- 2012: White Frog... Kraft unserer Liebe (White Frog)
- 2013: Serangoon Road (Fernsehserie, 10 Folgen)
- 2014: For Love or Money (Lushui Hongyan)
- 2014–2016: Marco Polo (Fernsehserie, 20 Folgen)
- 2015: Lady of the Dynasty (Wang chao de nu ren: Yang Gui Fei)
- 2015: Cairo Declaration (Kai luo xuan yan)
- 2015: Qi
- 2017: Wonderland (Kurzfilm)
- 2017: The One (Jue shi gao shou)
- 2019: Sheep Without a Shepherd
- 2020: Code Ava – Trained To Kill (Ava)
- 2020: Tigertail
- 2023: A Murder at the End of the World (Fernsehserie, 6 Folgen)
- 2024: Dìdi
- 2025: The Wedding Banquet